# Emilio Charles Jr.
Sergio Emilio Charles Garduño (12 de octubre de 1956 - 27 de diciembre de 2012) fue un luchador mexicano mejor conocido bajo el nombre de Emilio Charles Jr. Él es el hijo del luchador profesional Emilio Charles. Con los años Emilio Charles, Jr. trabajo para prácticamente todas las grandes promociones de lucha libre profesional mexicana incluyendo el Consejo Mundial de Lucha Libre (CMLL), Asistencia Asesoría y Administración (AAA) y la International Wrestling Revolution Group (IWRG). Él es también uno de los miembros fundadores del grupo de lucha libre llamado Los Destructores junto con Vulcano y Tony Arce. Él era también un miembro clave en el grupo de Los Guapos, así como un grupo llamado Los talibanes, tanto con los socios y amigos de lucha Scorpio Jr. y Bestia Salvaje por largo tiempo.

## Campeonatos y logros
- Consejo Mundial de Lucha Libre (CMLL)
  - CMLL World Middleweight Championship (2 veces)[1]
  - CMLL World Tag Team Championship (1 vez) – con Dr. Wagner Jr.[2]
  - CMLL World Trios Championship (2 veces) – con Sangre Chicana y Bestia Salvaje (Los Chacales), El Satánico y Rey Bucanero[3]
  - Mexican National Middleweight Championship (1 vez)[4]
  - Mexican National Trios Championship (1 vez) – von Vulcano y Tony Arce (Los Destructores)[5]
  - NWA World Middleweight Championship (2 veces)[6]
  - Distrito Federal Heavyweight Championship (1 vez)[7]
  - La Copa Junior (1996)[8]